# Adwajta Aćarja
Adwajta Aćarja (ur. 1434, zm. 1539) – święty w gaudija wisznuizmie, jeden z Pięciu Aspektów Boga (Panća Tattwa), uznawany za połączone wcielenie Wisznu i Śiwy (Harihara), przyjaciel Ćajtanji Mahaprabhu i Nitjanandy, jeden z twórców bengalskiego odrodzenia hinduizmu, propagator krysznaizmu i Maha Mantry.

## Życiorys
Życiorys Adwajty opisuje Ćaitanja Ćaritamrita i Ćaitanja Bhagawata.
W tej pierwszej Adwajta uważany jest za inkarnację Mahawisznu.
Urodził się w Bengalu w rodzinie bramińskiej. Większość życia spędził w Śantipurze, gdzie był przywódcą miejscowej wspólnoty bramińskiej. Miał żonę i sześciu synów: Aćjutanandę, Krysznę Misrę, Gopalę dasa, Balaramę, Swarupę i Dżagadisa. Był jednym z najważniejszych propagatorów krysznaizmu: nauczał filozofii Bhagawatgity i Śrimad Bhagawatam oraz popularyzował bhaktijogę, czyli miłość i całkowite oddanie dla Kryszny jako Najwyższej Osoby Boga.
Według tradycji gaudija wisznuizmu, w późnych latach życia był coraz bardziej zasmucony zwiększającą się niechęcią ludzi dla spraw duchowych i pogonią za dobrami materialnymi. Uważał, że prowadzi to do powstania zdezorganizowanego społeczeństwa nieszczęśliwych ludzi. Aby temu zaradzić, zaczął modlić się do Kryszny, aby raczył zstąpić na Ziemię jako awatara i ukazał ludziom szczęśliwość życia, poświęconego wielbieniu Boga. Adwajta modlił się żarliwie przez wiele miesięcy, głośno wykrzykując chwałę Kryszny i ofiarowując Bogu pod postacią świętego czarnego kamienia sila liście tulasi i wodę z Gangesu. Po trzynastu miesiącach jego prośby zostały wysłuchane i sam Najwyższy Bóg pojawił się jako Ćajtanja Mahaprabhu (syn Saći) w Majapurze podczas zaćmienia Księżyca w pełni. Adwajta, chociaż starszy od Ćajtanji o około 50 lat, to stał się jego wiernym przyjacielem i współpracownikiem w działalności misyjnej.
Dzień urodzin (pojawienia się na Ziemi) Adwajty jest uroczyście świętowany przez wyznawców gaudija wisznuizmu (w tym Hare Kryszna). W ikonografii religijnej przedstawiany jest jako siwobrody starzec w grupie Panća Tattwa.